# ゲームセンターCX 有野の挑戦状
『ゲームセンターCX 有野の挑戦状』（ゲームセンターシーエックス ありののちょうせんじょう、Retro Game Challenge）は、2007年11月15日にバンダイナムコゲームス（現：バンダイナムコエンターテインメント）より発売されたニンテンドーDS用ソフト。フジテレビCS放送・フジテレビ721（現：フジテレビTWO）で放送の番組『ゲームセンターCX』の企画から誕生したゲームである。開発元はインディーズゼロ。ゲームのジャンルは“ゲームinゲーム”。

## 概要
ゲームの中から現れたゲーム魔王・アリーノーによって、プレイヤーはゲーム西暦1980年代へタイムスリップさせられる。現代に戻るには、アリーノーから送られる架空ゲームへの「挑戦状」（各ゲーム4つ）をクリアしなければならない。
ファミコン全盛期当時の環境を模しており、アクション・シューティング・レースなど様々なジャンルのレトロ風ゲームがプレイできる。「時代」という概念があり、アリーノーからの挑戦をクリアすると時代が進み、ゲーム内容やグラフィックがレベルアップした続編がゲーム内で発売される。「隠れキャラ」や「裏技」があり、ゲームの進捗に合わせ発売されるゲーム雑誌『ゲームファンマガジン』内で紹介される。また『ゲームファンマガジン』では、番組でおなじみのスタッフが編集者として登場する。
ゲーム内で語られるゲーム史は架空のものである。「有野の挑戦状」という題名の由来は、『ゲームセンターCX』第1回に登場したゲームの『たけしの挑戦状』から。魔王・アリーノーからの挑戦をクリアしたゲームは、タイトル画面の「やりこみ」モードにラインナップされる。やりこみモードのセーブデータはメインモードと共有されておらず、独立したデータになっている。
2007年4月18日、フジテレビとバンダイナムコゲームスの共同製作と発表。両社に加えて番組制作会社ビーワイルドも出資する。第7シーズン番組内のコーナー「ゲームセンターCX ゲーム化計画」で詳細が放映された。ゲーム化にあたり視聴者からもアイデアが募集され、キャラクターの名称、ドット絵、裏技などが採用された。通常、テレビ番組のゲーム化となるとゲームメーカーが版権元であるテレビ局の許諾を得て製作する場合がほとんどだが、メーカーとテレビ局、さらに番組制作会社が共同で出資・製作をするというのは極めて異例で、日本経済新聞の記事として取り上げられるほど画期的なビジネスモデルであった。
予約は6万本、出荷された10万本はほぼ完売するが、発売元には「売れても5万本だと思った」と語られる。初回限定封入特典は、有野課長スペシャル名刺。続編『ゲームセンターCX 有野の挑戦状2』の発売日には、廉価版が発売された。
Nintendo Switch移植版として本作および『2』をカップリング収録した『ゲームセンターCX 有野の挑戦状 1+2 REPLAY』が2024年2月22日発売された（型式：HAC-P-BCU9A）。同作の収録版ではDS版にあった「メモ帳」が廃止されたほか、『2』から実装していた「挑戦ギブアップ」の機能が追加されており、アリーノーに念を送ることで挑戦をギブアップして先に進むことが可能（ただし、『2』同様、ギブアップした挑戦は2度と挑戦できない）。また、一部の挑戦状の内容が、海外版に準拠した難易度に調整されている。

## 収録ゲーム
名称が太字で表記されている裏技は、「やりこみ」モードでは使用できない。各ゲームに関する説明は作中の記述及び「パーフェクトガイド」に準ずる。

### コズミックゲート（1画面シューティングゲーム）
ゲーム西暦1984年11月8日発売。価格4800円。メディアは64KBカートリッジ。
ナムコ制作の『ギャラクシアン』に似たシューティング。全64面。
ギャラクシアン同様、自機が左右にしか動けない制限の中、敵の攻撃をかいくぐり飛来する敵を撃ち落とすシューティングゲーム。ボーナスステージは異なり『ギャラガ'88』のような縦スクロールになる。自機のパワーアップやワープなどの要素も含まれている。
魔王・アリーノーからの挑戦状
挑戦1：ステージ5をクリアせよ!
挑戦2：ワープゲートで2回ワープせよ!
挑戦3：アステロイドゾーンで巨大隕石を破壊せよ!
挑戦4：スコア20万点を目指せ!
裏技
コンティニュー：GAMEOVER画面で、ゲームセンターCXおなじみのコマンドを入力。
スーパーワープゲート：特定のステージで、登場時に一瞬だけ光るザコ敵を倒す。
パワーアップ：ゲーム中にポーズをして、↑↑AABBを押す（1プレイにつき1回のみ）。
ハードモード（裏コズミックゲート）：タイトル画面で、とあるコマンドを入力。
コズミックゲート（最終面ワープ）：1面にて敵に1発も当てることなく64発撃つと、最終64面へ直通する赤色のワープゲートが出現する。
謎のステージ：ハードモードの最終面でワープを使用すると、バグのようなステージに進む。

### からくり忍者ハグルマン（横スクロールアクションゲーム）
ゲーム歴1985年9月13日発売。価格4800円。メディアは128KBカートリッジ。
ジャレコの『忍者じゃじゃ丸くん』に似たゲームであるが、有野の強敵であるカプコンの『魔界村』を江戸風にしたとの声もある。全8フロア（2周制）。
さらわれた姫を忍者が助けるといった忍者ゲームお決まりのストーリーで、手裏剣で敵の動きを封じ込め、踏みつけたり、からくり扉に挟んで敵を倒す。ボスを倒すと『スーパーマリオUSA』の様な出口が出てくる。なお『スーパーマリオUSA』の改良前バージョンの『夢工場ドキドキパニック』の版権はフジテレビが持っている。「姫は冒頭必ずさらわれる」「一度敵に攻撃されても死なない“ヨロイ制度”」は、有野のアイデア。
魔王・アリーノーからの挑戦状
挑戦1：連続踏みで敵を続けて2匹倒せ!
挑戦2：手裏剣を使わずにフロアー3までクリアせよ!
挑戦3：1人もやられずにフロアー4までクリアせよ!
挑戦4：フロアー8をクリアし、続きを確認せよ!
裏技
コンティニュー：GAMEOVER画面で、ゲームセンターCXおなじみのコマンドを入力。
画面内の全てのドアの色を合わせる：イロハの順番に入る
ポンコツ状態から回復：イロハの逆（ハ→ロ→イ）の順番に入る（1機につき1回のみ）。
パワーアップ：ゲーム中ポーズして、とあるコマンドを入力（1プレイにつき1回のみ）。
巻物がそろう：ゲーム中ポーズして、とあるコマンドを入力（1ステージにつき1回のみ）。
隠れキャラ：偶数面のとある場所に手裏剣を何発か当てると、番組でおなじみのキャラが出現する。
以上は、『からくり忍者ハグルマン2』（後述）でも使用できる。
エンディングの謎：全ステージを残り5秒以内でクリアするとエンディングで姫の顔が有野になる。

### ラリーキング（トップビューレーシングゲーム）
ゲーム西暦1985年11月21日発売。価格4800円。メディアは256KBカートリッジ。
コナミの『ロードファイター』やナムコの『ファミリーサーキット』、アイレムの『ジッピーレース』に似たゲーム。全4コース。
真上視点から車を操作し、砂埃のあがるコースをドリフトなどのテクニックをうまく使いながら最速ラップを目指す。主人公の「マーサー・アリオ」はマリオシリーズのマリオと『魔界村』の主人公アーサーを足して2で割ったような姿である（有野考案）。
魔王・アリーノーからの挑戦状
挑戦1：ドリフトブーストを2回発動せよ!
挑戦2：コース1を完走せよ!
挑戦3：コース2を5位以内でゴールせよ!
挑戦4：スコア1万5千点を目指せ!
裏技
無敵：タイトル画面で、とある方向を押しながらセレクトを入力。
敵車無し：タイトル画面で、とある方向を押しながらセレクトを入力。
スタートブースト：スタート時のとあるタイミングでアクセル入力。
ステージセレクト：タイトル画面で、とあるコマンド入力後、とあるコマンドを入力しながらスタート。

### スタープリンス（縦スクロールシューティングゲーム）
ゲーム西暦1986年6月3日発売。価格4800円。メディアは512KBカートリッジ。
テクモの『スターフォース』に似たシューティングゲーム。全4面（2周制）。
『コズミックゲート』では左右にしか動けなかった自機が前後左右へと自由に移動が可能になり、地上物も攻撃可能に。自機のパワーアップも4種類の武器が存在する。特殊ボーナスが豊富なのも特徴。なお、挑戦2をクリアするとありの少年が専用の連射パッドを購入してくるイベントが発生し、それ以後はYボタン押しっぱなしでショットを連射できるようになる。
魔王・アリーノーからの挑戦状
挑戦1：エリア1の中ボスを倒せ!
挑戦2：自機（バルバード）の数を1機増やせ!
挑戦3：エリア2のボスを倒せ!
挑戦4：スコア25万点を目指せ!
裏技
コンティニュー：GAMEOVER画面で、ゲームセンターCXおなじみのコマンドを入力。
無敵：タイトル画面で上を押しながらAボタンを3回、下を押しながらとBボタンを3回を入力。
150万点ボーナス：1〜4面の中ボスを12秒以内に破壊し、4面のとある場所の隠れキャラを出す。

### ラリーキングSP（トップビューレーシングゲーム）
ゲーム西暦1986年秋頒布。
「井の吉製麺」と「ゲームファンマガジン」のタイアップ商品で、懸賞で手に入るという設定の非売品ゲーム。クリア後にラーメンのCMが入ったり、随所にロゴ等が描かれていたりする。なおコースは前作より障害物の配置が増え難易度が上がっている。非売品ゲームのネタ元は永谷園が広告になった『マリオブラザーズ』のアレンジ版のファミコンディスクシステムソフト『帰ってきたマリオブラザーズ』やフジテレビ子会社のニッポン放送の懸賞とイベント販売されたファミコンディスクシステム用ソフト『オールナイトニッポンスーパーマリオブラザーズ』等である。裏技は前作のものがそのまま使える。
魔王・アリーノーからの挑戦状
挑戦1：ドリフトを使わずコース1を完走せよ!
挑戦2：コース2を2分28秒以内にゴールせよ!
挑戦3：スタートブーストを成功させろ!
挑戦4：コース3をクリアせよ!

### からくり忍者ハグルマン2（スクロールアクションゲーム）
ゲーム歴1986年12月10日発売。価格5800円。メディアは1MBカートリッジ。
ゲーム内の世界で大ヒットした『ハグルマン』の正統進化版の続編。全8フロア（2周目は9フロア）。
タテへの階層が広がりステージが広くなった。前作より難易度が上っているのは『スーパーマリオブラザーズ』を真似ていると思われる。ボス登場が『ロックマン』風である。
魔王・アリーノーからの挑戦状
挑戦1：カラクリ扉の回転で敵を2匹同時に倒せ!
挑戦2：巻物を3個集めて仲間を呼び出せ!
挑戦3：扉に隠れたボスを見つけ出してボスを倒せ!
挑戦4：フロアー4をクリアせよ!
裏技
前作にあった裏技も使用出来るが、一部の裏技はコマンドが前作と異なる。
タイムを無限：ステージのボスの影絵のところで、とある方向を押しながらABボタン同時押し。
ステージセレクト：タイトル画面で、Aボタンを押しながらとあるコマンドを入力。
エンディングの謎：全ステージを残り5秒以内でクリアするとエンディングで主人公の顔が有野になる。

### ガディアクエスト（RPG）
ゲーム歴1987年9月11日発売。価格6800円。メディアは2MBカートリッジ。
エニックスの『ドラゴンクエスト』のヒットを受け、1980年代後半に大量に作られたRPGのようなゲーム。ニンテンドーDSが携帯機であることを考慮してか、どこでもセーブできるようになっている。副題は「異界の王の宴」。
勇者の末裔であるプレイヤーは王の命令により3人の”きょうだい”（男・女・女）でパーティーを組んで「冥界の迷宮」と「天界の塔」を冒険し、冥界の王を倒すロールプレイングゲーム。スロットマシンのように変化するマークによって攻撃力が変わる「アタッキングマークシステム」や、「ガディア」と呼ばれる特定のモンスターを仲間に出来る「契約」といった有野が考案した要素も含まれている。
元ネタと同じ三部作構成となっており、『有野の挑戦状2』には本作および『ガディアクエスト2（本編未登場）』の大ヒットを受けて制作されたという設定の完結編「ガディアクエストサーガ」が収録されている。
魔王・アリーノーからの挑戦状
挑戦1：さいはてのむらを目指せ!
挑戦2：全員のレベルを7にあげろ!
挑戦3：おかねを1000マネ以上貯めろ!
挑戦4：デモンズダンジョンB4Fのボスを倒せ!
裏技
いきなりエンディング：王家のほこらのとある場所を調べると階段が現れ、階段を下り老人と話す。
最強のモンスター：フィールドのとある場所を調べると「ゲームの守護者」なる敵が出現する。

### からくり忍者ハグルマン3（スクロールアクションゲーム）
ゲーム歴1989年7月21日発売。価格6800円。メディアは3MBカートリッジ。
テクモの『忍者龍剣伝』に似たゲームであるが任天堂の『メトロイド』のような広大なマップとパワーアップにより道が開ける謎解き「落ちる床だらけの難所」「執拗に飛んでくる鳥」など番組で有野が苦戦してきた様々な要素が豊富に盛り込まれている。全3ステージ。
『ハグルマン2』の続編で、シリーズ完結編という設定。コミカルだった前作までの面影は全くなくシリアスな内容で、名前と設定を引き継いだだけの別物と言えるアクションゲームに仕上がっている。これは「前2作のヒットのため開発規模を拡大した結果、開発スタッフがほぼ総変えになったため」という設定がある。パワーアップオプションである「ハグルギア」を組み合わせて主人公・ハグルマンをカスタマイズする「ギアチェンジシステム」が特徴。ステージ単位でのオートセーブあり。
魔王・アリーノーからの挑戦状
挑戦1：スリーショットギアを手に入れて装着せよ!
挑戦2：再生する植物、再生樹を破壊せよ!
挑戦3：エピソード1をクリアせよ!
挑戦4：ステージ2のザコ敵を100匹倒せ!
裏技
残機数が99：ポーズ中に、あるコマンドを入力（1回のみ）。
ナットの数が9999：ポーズ中に、あるコマンドを入力（1回のみ）。
ボス戦へワープ：ポーズ中に、あるコマンドを入力し、画面の切り替わる所まで移動する。

### 最後の挑戦
以上8つのゲームの挑戦を全てクリアすると、「全てのゲームのエンディングを見ろ」という難題が出される。『1+2 REPLAY』版では、この挑戦のみアリーノーに念を送ってもギブアップすることはできない（挑戦内容の再確認はできる）。8つゲーム全てのエンディングを見ると、タイトル画面に「サウンド」が追加される。
その後スタッフロールが始まるが、スタッフロール自体が魔王・アリーノーと本当に最後の対決となるシューティングゲームとしてプレイすることができる。難易度は高いがアリーノーにタマを打ち込むことでアリーノーの状態が肌色、緑、赤、赤（煙が出る）と変わり、スタッフロールが終わるまでに破壊するとその後の展開が若干違う。
なおゲームの成績に関係なく「おしまい」の画面で30分待つと「秘密情報」が表示される。30分経つまで決まった時間に「待ってても何もないで」等の異なった音声が流れる。

## 発売イベント
「東京・名古屋・大阪1日出張 課長の握手会」が開かれ、名古屋会場のみ実際は名古屋市の隣・春日井市で開催された。名古屋で開催したイベントは、有野が新幹線を京都まで乗り過ごしたのが原因でイベントの開始時間が遅れた。